# Драгутин Чермак
Драгутин Чермак (12 жовтня 1944 — 12 жовтня 2021) — югославський баскетболіст.
Срібний призер Олімпійських Ігор 1968 року, учасник 1972 року.
Чемпіон світу 1970 року.